# Acrocercops affinis
Acrocercops affinis là một loài bướm đêm thuộc họ Gracillariidae. Nó được tìm thấy ở California, Hoa Kỳ.
Ấu trùng ăn một loài chưa xác định của Quercus. Chúng ăn lá nơi chúng làm tổ.